# Kanadische Männer-Handballnationalmannschaft
Die kanadische Männer-Handballnationalmannschaft repräsentiert den Handballverband Kanadas als Auswahlmannschaft auf internationaler Ebene bei Länderspielen im Handball gegen Mannschaften anderer nationaler Verbände.

## Geschichte
Die Canadian Team Handball Federation wurde 1962 gegründet ist seitdem Mitglied in der Internationalen Handballföderation (IHF) und seit 2019 in der Handballkonföderation Nordamerikas und der Karibik (NACHC). Zudem war sie Mitglied in der Pan-American Team Handball Federation.
Die Mannschaft nahm bisher dreimal an Weltmeisterschaften teil (1967, 1978, 2005), die beste Platzierung erreichte sie mit dem 15. Platz bei der WM 1978 in Dänemark. 1976 nahm die kanadische Nationalmannschaft der Männer das bisher einzige Mal an Olympischen Spielen teil. Bei den Spielen im heimischen Montreal erreichte sie einen 11. Platz.
Größte Erfolge bei der Panamerikameisterschaft sind eine Silbermedaille 1979 und zwei Bronzemedaillen 1983 und 2004. Bei der Nordamerikanischen und karibischen Handballmeisterschaft gewann sie 2018 Silber.

## Internationale Großereignisse

### Olympische Spiele
- Olympische Spiele 1972: Im Qualifikationsturnier wurde man Zweiter hinter den USA.[1]
- Olympische Spiele 1976: 11. Platz (von 12 Mannschaften)

Kader: Claude Viens (5 Spiele/13 Tore), Wolfgang Blankenau (5/12), Pierre Désormeaux (5/12), Hugues de Roussan (5/11), Pierre Ferdais (5/10), Christian Chagnon (5/7), Richard Lambert (4/4), Pierre St. Martin (5/3), François Dauphin (5/3), Stan Thorseth (1/1), Luc Tousignant (3/0), Danny Power (5/0), Robert Johnsen (2/0), Claude Lefebvre (5/0). Trainer:  Eugen Trofin.
- Olympische Spiele 1980: nicht qualifiziert
- Olympische Spiele 1984: nicht qualifiziert
- Olympische Spiele 1988: nicht qualifiziert
- Olympische Spiele 1992: nicht qualifiziert
- Olympische Spiele 1996: nicht qualifiziert
- Olympische Spiele 2000: nicht qualifiziert
- Olympische Spiele 2004: nicht qualifiziert
- Olympische Spiele 2008: nicht qualifiziert
- Olympische Spiele 2012: nicht qualifiziert
- Olympische Spiele 2016: nicht qualifiziert
- Olympische Spiele 2020: nicht qualifiziert
- Olympische Spiele 2024: nicht qualifiziert

### Weltmeisterschaften
- Weltmeisterschaft 1938: nicht teilgenommen
- Weltmeisterschaft 1954: nicht teilgenommen
- Weltmeisterschaft 1958: nicht teilgenommen
- Weltmeisterschaft 1961: nicht teilgenommen
- Weltmeisterschaft 1964: In der Qualifikation scheiterte man an den USA mit 15:17 und 17:16.[1]
- Weltmeisterschaft 1967: 16. Platz (von 16 Mannschaften)
- Weltmeisterschaft 1970: In der Qualifikation schlug man die USA mit 21:17 und 19:17, wurde aber auf Grund des Einsatzes eines nicht spielberechtigten Spielers disqualifiziert.[1]
- Weltmeisterschaft 1974: nicht teilgenommen
- Weltmeisterschaft 1978: 15. Platz (von 16 Mannschaften)
- Weltmeisterschaft 1982: nicht qualifiziert
- Weltmeisterschaft 1986: nicht qualifiziert
- Weltmeisterschaft 1990: nicht qualifiziert
- Weltmeisterschaft 1993: nicht qualifiziert
- Weltmeisterschaft 1995: nicht qualifiziert
- Weltmeisterschaft 1997: nicht qualifiziert
- Weltmeisterschaft 1999: nicht qualifiziert
- Weltmeisterschaft 2001: nicht qualifiziert
- Weltmeisterschaft 2003: nicht qualifiziert
- Weltmeisterschaft 2005: 23. Platz (von 24 Mannschaften)

Kader: Mike Ney (5 Spiele/0 Tore), Geoffroy Bessette-Collette (5/20), Nemaja Fridl (5/1), Marcellin Pelletier (4/6), Clément Ignacio-Cifre (4/7), Bojan Kovacina (5/11), Alexandre Pion (5/1), Luc Pellerin (5/7), Sébastien Fyfe (5/9), Charles Bariteau (5/15), Ryan Homsy (4/0), Maxime Godin (4/11), Joshua Sickler (3/0), Alexis Bertrand (5/10), Vincent Levesque (1/0), David Bonneville (5/5). Trainer:  Mohamed Benkreira.
- Weltmeisterschaft 2007: nicht qualifiziert
- Weltmeisterschaft 2009: nicht qualifiziert
- Weltmeisterschaft 2011: nicht qualifiziert
- Weltmeisterschaft 2013: nicht qualifiziert
- Weltmeisterschaft 2015: nicht qualifiziert
- Weltmeisterschaft 2017: nicht qualifiziert
- Weltmeisterschaft 2019: nicht qualifiziert
- Weltmeisterschaft 2021: nicht qualifiziert
- Weltmeisterschaft 2023: nicht qualifiziert

### Panamerikameisterschaften
An der Handball-Panamerikameisterschaft der Männer nahm Kanada elfmal teil. Sie diente als Qualifikation zur Weltmeisterschaft. Die Panamerikameisterschaften wurden 2020 abgelöst von den Nordamerikanischen und karibischen Handballmeisterschaften und den Süd- und zentralamerikanischen Handballmeisterschaften.
- Panamerikameisterschaft 1980: 2. Platz (von 6 Mannschaften)
- Panamerikameisterschaft 1981: nicht teilgenommen oder qualifiziert
- Panamerikameisterschaft 1983: 3. Platz (von 6 Mannschaften)
- Panamerikameisterschaft 1985: 6. Platz (von 6 Mannschaften)
- Panamerikameisterschaft 1989: 4. Platz (von 6 Mannschaften)
- Panamerikameisterschaft 1994: nicht teilgenommen oder qualifiziert
- Panamerikameisterschaft 1996: 5. Platz (von 8 Mannschaften)
- Panamerikameisterschaft 1998: 6. Platz (von 9 Mannschaften)
- Panamerikameisterschaft 2000: nicht teilgenommen oder qualifiziert

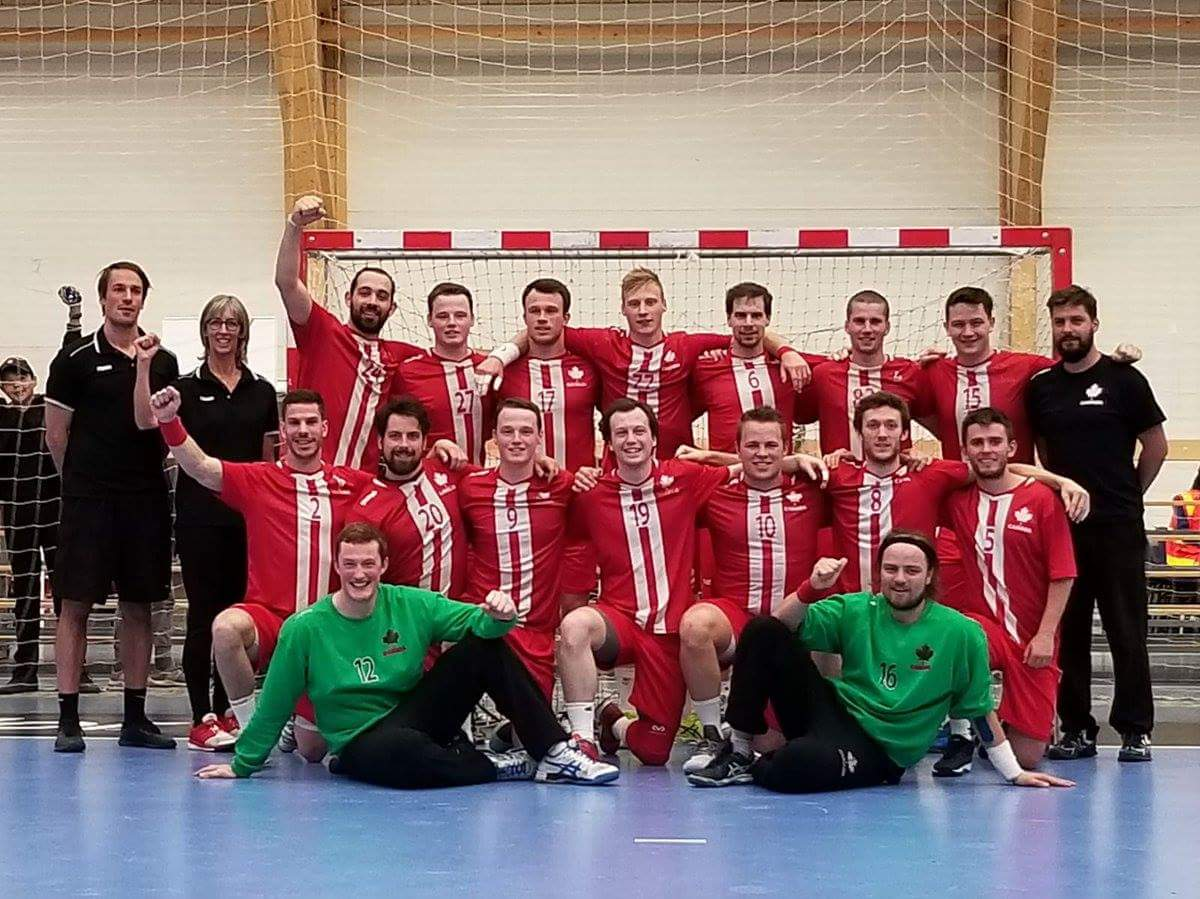
Die Mannschaft bei der Panamerikameisterschaft 2018 in Nuuk.

- Panamerikameisterschaft 2002: nicht teilgenommen oder qualifiziert
- Panamerikameisterschaft 2004: 3. Platz (von 8 Mannschaften)
- Panamerikameisterschaft 2006: nicht teilgenommen oder qualifiziert
- Panamerikameisterschaft 2008: 7. Platz (von 7 Mannschaften)
- Panamerikameisterschaft 2010: 7. Platz (von 8 Mannschaften)
- Panamerikameisterschaft 2012: nicht teilgenommen oder qualifiziert
- Panamerikameisterschaft 2014: nicht teilgenommen oder qualifiziert
- Panamerikameisterschaft 2016: 10. Platz (von 12 Mannschaften)
- Panamerikameisterschaft 2018: 5. Platz (von 11 Mannschaften)

### Nordamerikanische und karibische Handballmeisterschaft
Seit der Austragung 2020 ist jeweils die Siegermannschaft der Nordamerikanischen und karibischen Handballmeisterschaft für die Weltmeisterschaft im Folgejahr qualifiziert.
- Nordamerikanische und karibische Handballmeisterschaft der Männer 2014: nicht teilgenommen
- Nordamerikanische und karibische Handballmeisterschaft der Männer 2016: nicht ausgetragen
- Nordamerikanische und karibische Handballmeisterschaft der Männer 2018: 2. Platz (von 6 Mannschaften)
- Nordamerikanische und karibische Handballmeisterschaft der Männer 2020: ausgefallen
- Nordamerikanische und karibische Handballmeisterschaft der Männer 2022: nicht teilgenommen

### Panamerikanische Spiele
- Panamerikanische Spiele 1987: 4. Platz (von 5 Mannschaften)
- Panamerikanische Spiele 1991: 4. Platz (von 5 Mannschaften)
- Panamerikanische Spiele 1995: nicht teilgenommen oder qualifiziert
- Panamerikanische Spiele 1999: 5. Platz (von 7 Mannschaften)
- Panamerikanische Spiele 2003: nicht teilgenommen oder qualifiziert
- Panamerikanische Spiele 2007: 7. Platz (von 8 Mannschaften)
- Panamerikanische Spiele 2011: 5. Platz (von 8 Mannschaften)
- Panamerikanische Spiele 2015: 7. Platz (von 8 Mannschaften)
- Panamerikanische Spiele 2019: nicht teilgenommen oder qualifiziert
- Panamerikanische Spiele 2023: nicht teilgenommen oder qualifiziert

## IHF North American and Caribbean Emerging Nations Championship
Bei der vom Weltverband ausgerichteten IHF North American and Caribbean Emerging Nations Championship nahm Kanada bisher einmal teil.
- IHF North American and Caribbean Emerging Nations Championship 2019: 7. Platz (von 12 Mannschaften)